# Мухомор ярко-жёлтый
Мухомо́р ярко-жёлтый (лат. Amanita gemmata) — гриб из рода Мухомор (Amanita) семейства Мухоморовые (Amanitaceae). 
Научные синонимы:
- Agaricus gemmatus Fr., 1838 basionym
- Amanita muscaria var. gemmata (Fr.) Quél., 1886
- Amanitopsis gemmata (Fr.) Sacc., 1887
- Amanitaria gemmata (Fr.) E.-J. Gilbert, 1941
- Venenarius gemmatus (Fr.) Murrill, 1948

Русские синонимы:
- Мухомор соломенно-жёлтый
- Мухомор жёлтый

## Описание
Шляпка — гладкая, охристо-жёлтого цвета, сухая, 4—10 см в диаметре. У молодых грибов — выпуклая, у созревших — становится плоской. Края шляпки бороздчатые.
Мякоть — белого или желтоватого цвета, со слабым запахом редьки.
Пластинки свободные, частые, мягкие, вначале белые, у старых грибов могут быть светло-охристые.
Ножка — удлинённая, хрупкая, беловатого или желтоватого цвета, 6—10 см в высоту, диаметром 0,5—1,5 см с кольцом; по мере созревания гриба кольцо исчезает. Поверхность ножки гладкая, иногда опушённая.
Остатки покрывал: кольцо плёнчатое, быстро исчезает, оставляя на ножке нечёткий след; вольва короткая, малозаметная, в виде узких колец на вздутии ножки; на кожице шляпки обычно бывают белые хлопьевидные пластинки.
Споровый порошок белый, споры 10×7,5 мкм, широкоэллипсовидные.

### Изменчивость
Окраска шляпки очень изменчивая: от бледно-жёлтой до оранжевой или ярко-жёлтой. В Северной Америке встречается ряд форм, точная идентификация которых затруднена.

## Экологияи распространение
Микоризообразователь преимущественно с хвойными деревьями, но растёт и в лиственных лесах, на песчаных почвах. Распространён в умеренной зоне Северного полушария, но встречается не повсеместно.
Сезон: начало лета — середина осени.

## Сходные виды
Съедобные:
- Поплавок жёлто-коричневый (Amanita fulva) меньшего размера, без остатков покрывала на кожице шляпки и с хорошо заметной плёнчатой вольвой, ножка без утолщения

Несъедобные:
- Мухомор поганковидный (Amanita citrina) имеет запах сырого картофеля

## Токсичность
Плодовое тело гриба содержит ряд токсичных соединений, некоторые из которых обладают галлюциногенным эффектом — иботеновая кислота, мусцимол. А также содержит мускарин в следовом количестве. 

## Галерея

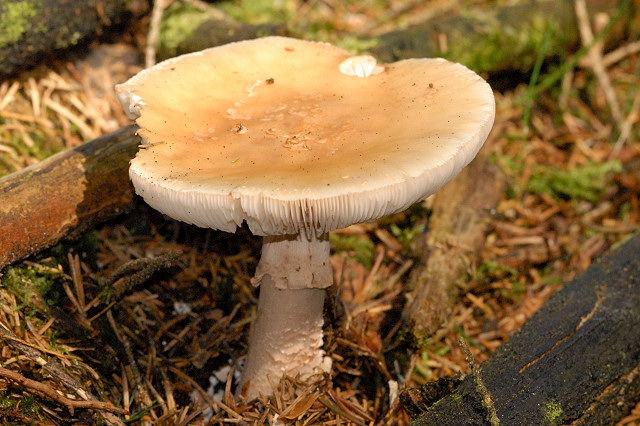
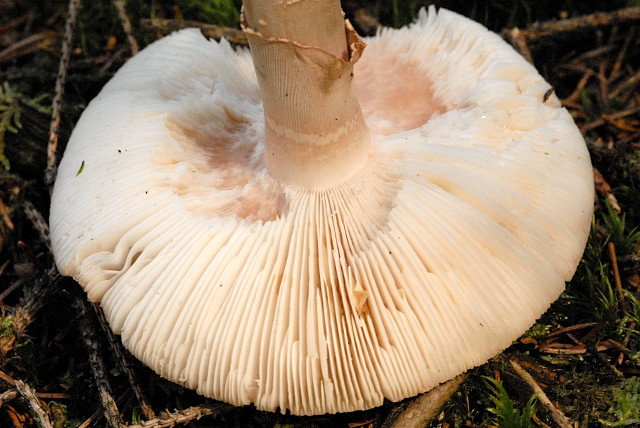